# Transbordador Hermes

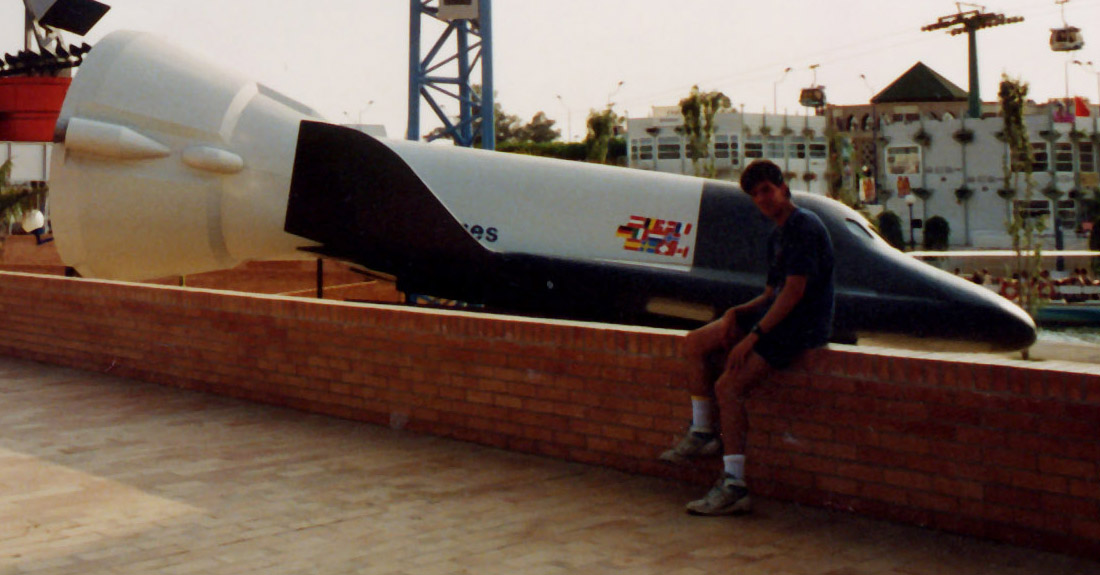
Maqueta en escala 1:1 de la minilanzadera Hermes en la Expo 92 de Sevilla. La comparación con la figura humana permite ver que su capacidad de transporte era de cuatro personas.

El transbordador Hermes o minilanzadera Hermes fue la apuesta europea por un vehículo espacial reutilizable para garantizar el acceso de los europeos al espacio y el aprovisionamiento de una estación espacial propia o, en su caso, los módulos europeos acoplados a una estación espacial internacional.
El proyecto experimentó varios problemas, entre otros de la falta de experiencia europea en vehículos espaciales reutilizables, y finalmente se canceló en 1992.

## Historia
En 1978 Francia disponía de un proyecto para construir un pequeño transbordador reutilizable, pero las dudas y los costes eran cuantiosos para la agencia espacial francesa.

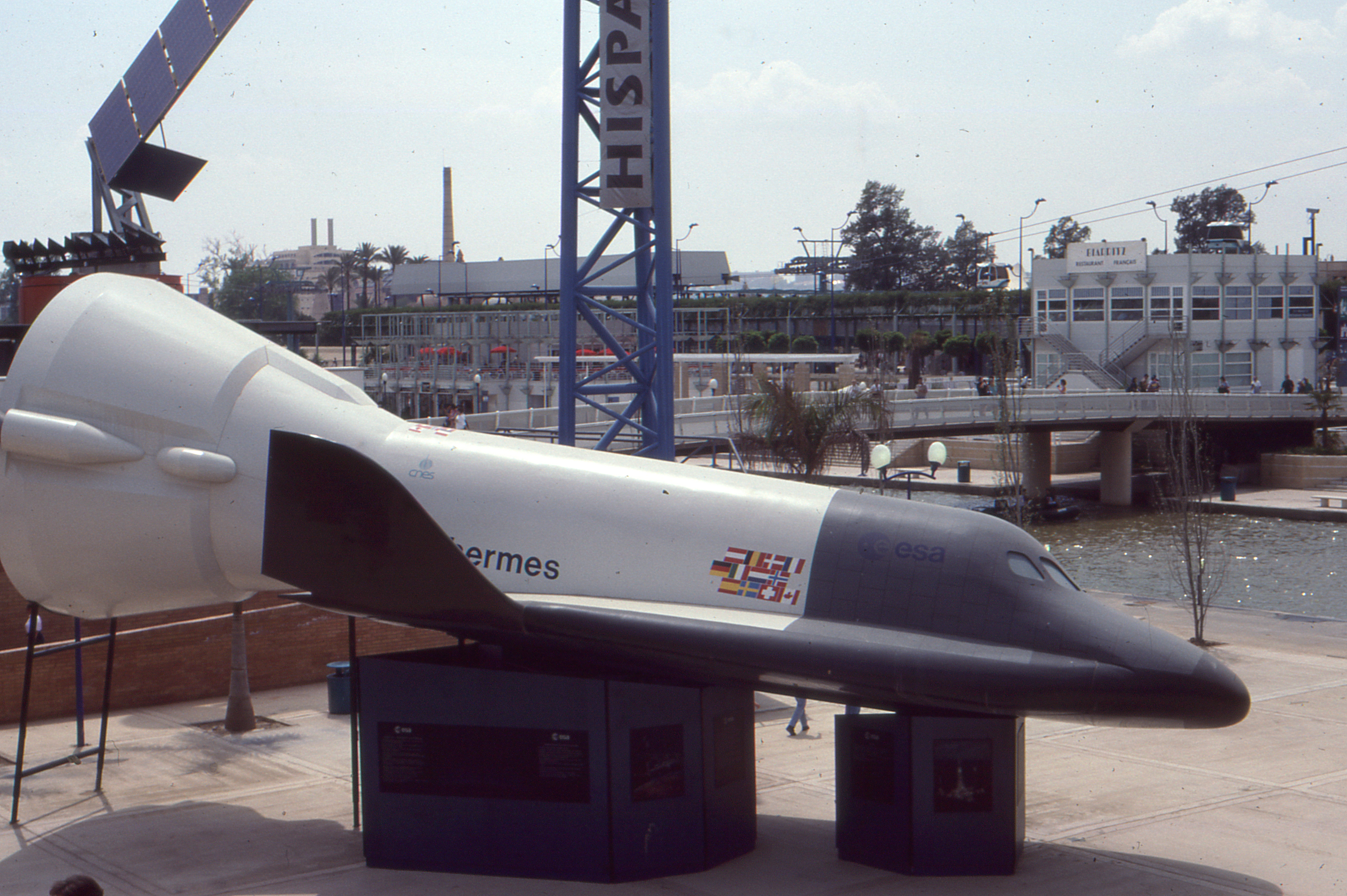
Maqueta en escala 1:1 de la minilanzadera Hermes en la Expo 92 de Sevilla.

Tras la experiencia obtenida con el Spacelab y los planes para fabricar y disponer de la estación espacial Columbus, transformada posteriormente en el módulo Columbus de la EEI, la ESRO y después la Agencia Espacial Europea consideraron necesaria una plena independencia de los lanzadores y vehículos espaciales estadounidenses. Hasta entonces los europeos viajaban al espacio gracias a programas de colaboración con la NASA o con el programa espacial soviétio COSMOS, pero la dependencia de estas colaboraciones se consideraba inviable a largo plazo. Por ejemplo, el laboratorio espacial había sido donado gratuitamente para conseguir plazas en los transbordadores norteamericanos. Por todo ello, a principios de los años ochenta comenzaron los estudios preliminares, pero no fue hasta 1987 cuando el programa adquirió personalidad propia.
La lanzadera Hermes (el Mensajero de los Dioses) estaba, como señalaba La carrera hacia el Cosmos de Radio Quebec, a mitad de camino entre las cápsulas Soyuz soviéticas (por capacidad y tipo de lanzador) y los transbordadores estadounidenses (por forma y capacidad de reutilización). Debía estar operativa para 1995.
Se estudiaron varias alternativas y finalmente se optó por un avión con alas en forma de delta y con la propulsión mínima para maniobrar en órbita, siendo llevado hasta su órbita por un cohete Ariane 5 de nueva creación.
Aunque finalmente el cohete se fabricó y voló con éxito, el programa Hermes fue cancelado en 1992 ante la falta de experiencia europea en aislamiento térmico, su alto coste y las expectativas de desarrollar el X-38 junto a Estados Unidos para descender de la que terminó siendo la Estación Espacial Internacional.

## Los conceptos de la lanzadera
La Hermes se pensó como un transporte reutilizable de bajo coste con capacidad para cuatro personas como máximo y un mínimo de equipo, y 3000 kg de suministros como máximo. El peso total de la nave con tripulación, combustible y carga no debería superar las 20 toneladas, carga máxima que puede llevar la versión más potente del cohete Ariane 5.
La tripulación contaría con soporte vital para permanecer en el espacio un máximo de 7 días.
Pese a que el proyecto fue cancelado, la idea de una nave espacial reutilizable de pequeño tamaño que pueda ser llevada a una órbita baja por un único lanzador (sistema más sencillo que el programa estadounidense) sigue vigente.
- Estados Unidos estudiaba un módulo reutilizable, llevado al espacio por un cohete convencional para sustituir a los transbordadores espaciales.
- Rusia desarrolló conceptualmente el módulo Kliper y fabricó una maqueta con el objetivo de conseguir socios que aportaran el capital para su construcción. El Kliper se proyecta como una astronave capaz de transportar seis personas o dos personas y 700 kg de carga. Fue ofrecido a Europa, pero la ESA rehusó apoyar el proyecto por falta de definición[4]